# Agnieszka Guzikowska
Agnieszka Guzikowska (* 1979 in Polen) ist eine deutsche Theater- und Filmschauspielerin.

## Leben
Agnieszka Guzikowska wurde in Polen geboren und wuchs in Berlin auf. Sie wurde 2002 bis 2006 an der Transform Schauspielschule ausgebildet und war danach als Theaterschauspielerin an der Komödie im Bayerischen Hof und später auch in der Komödie am Kurfürstendamm engagiert. 2017 war sie in Oliver Kienles Psychothriller Die Vierhändige zu sehen.

## Filmografie (Auswahl)
- 2000: Zwischen den Stunden (Miniserie)
- 2007–2008: Die Abzocker – Das sind ihre Tricks! (Scripted-Reality-Serie)
- 2008: Im Meer der Lügen
- 2010: Westflug – Entführung aus Liebe
- 2013: Polizeiruf 110: Vor aller Augen
- 2017: Die Vierhändige